# Eytan Stibbe
Eytan Meir Stibbe (né le 12 janvier 1958 à Haïfa) est un astronaute et un homme d'affaires israélien.
En novembre 2020, Israël annonce qu’Eytan Stibbe sera le deuxième astronaute israélien envoyé dans l’espace (après Ilan Ramon, mort lors de son unique mission sur STS-107 en 2003).

## Études
Eytan Stibbe a étudié les mathématiques et l'informatique à l'université Bar-Ilan et a obtenu un mastère en administration des affaires à l'European University en Belgique.

## Carrière militaire
Stibbe a été pilote de la Force aérienne israélienne pendant 33 ans, il a piloté des avions de combat F-16 Falcon, et durant son service il a obtenu de nombreux records au sein de la Force aérienne. Durant l'intervention militaire israélienne au Liban de 1982, il a abattu quatre appareils ennemis pendant une sortie de combat, devenant le seul pilote israélien ayant accompli une telle action. Il a obtenu le rang de Colonel.
Durant son temps dans la Force aérienne, il fut assigné à l'escadrille 117 et pilotait des F-16 sous le commandement du Colonel Ilan Ramon, qui devint plus tard le premier israélien à voler dans l'espace à bord de STS-107.

## Homme d'affaires
Il est un des membres fondateurs et le dirigeant de Vital Capital Fund, un fonds de capital-investissement spécialisé dans le développement dans l'Afrique subsaharienne. Cette entreprise était initialement concentrée sur l'Angola, bien qu'elle se soit récemment diversifiée vers la Côte d'Ivoire et le Ghana.

## Vol spatial

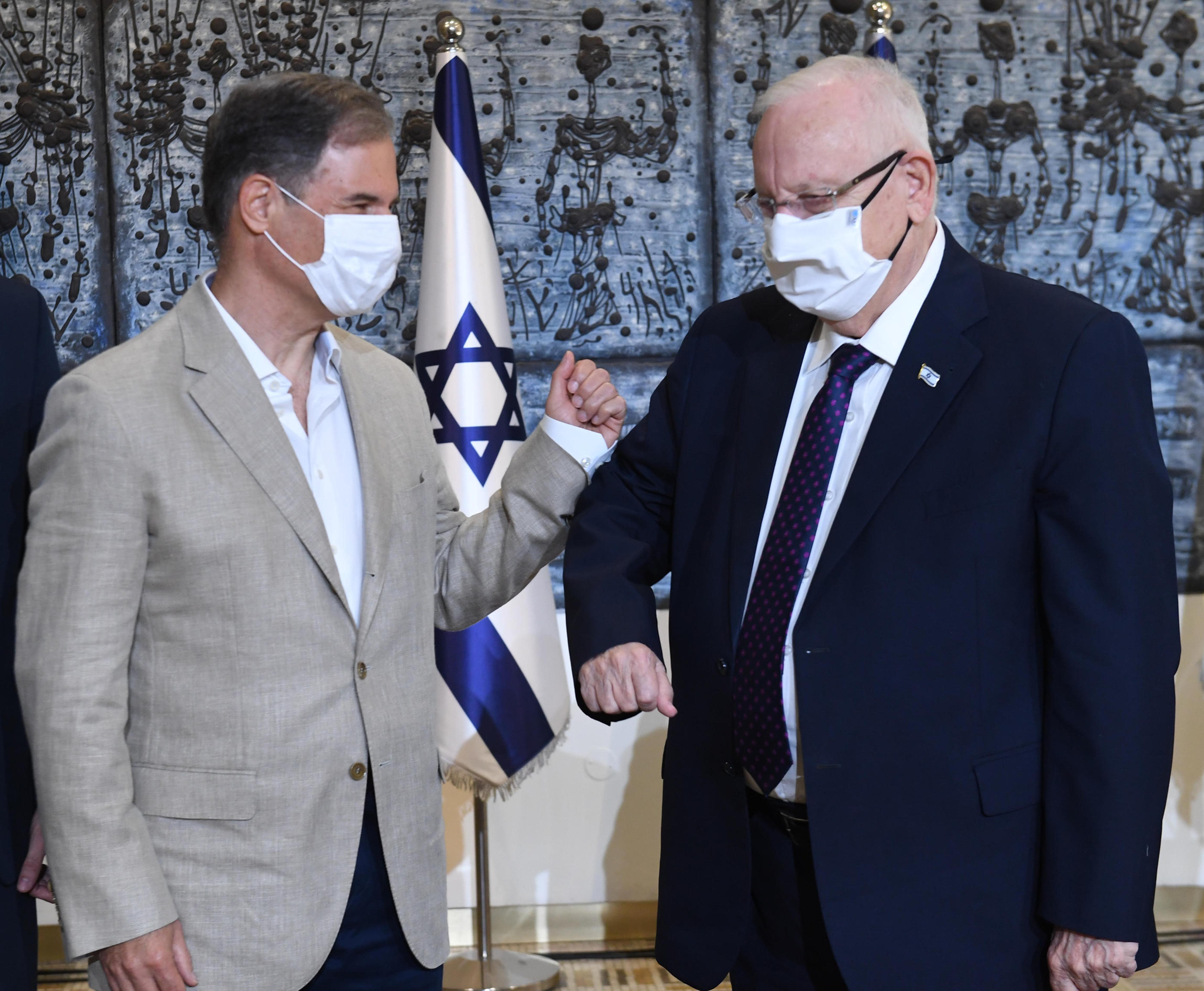
Eytan Stibbe, avec le président d'Israël Reuven Rivlin, lors de l'annonce de son vol spatial, en novembre 2020

Il est désigné pour voler dans l'espace à bord d'un vaisseau Crew Dragon dans le cadre d'une mission privée en 2022, organisée par la société Axiom Space. Sa participation à SpaceX Axiom Space-1 est confirmée par un tweet d'Axiom Space en novembre 2020.
Le nom du segment israélien de la mission est Rakia, traduction en hébreu du mot ciel, et titre de l'édition des vestiges du journal de bord d'Ilan Ramon.
Le lancement a lieu le 8 avril 2022 depuis le centre spatial Kennedy.